# Flume
Flume, pseudonimo di Harley Edward Streten (Sydney, 5 novembre 1991), è un disc jockey e produttore discografico australiano.
Considerato un pioniere del future bass, ha contribuito a rendere popolare questo genere in tutto il pianeta.

## Biografia
Nel 2010 ha intrapreso l'attività di produttore di musica house con lo pseudonimo HEDS, tratto dalle sue iniziali.
Dopo un EP uscito nel 2011 e intitolato Sleepless, ha pubblicato il suo album di debutto, chiamato Flume, uscito il 9 novembre 2012. Il disco ha conquistato la posizione numero 1 nella ARIA Charts e ha avuto successo anche in Nuova Zelanda e in alcuni Paesi europei. Nel dicembre dello stesso anno ha firmato un contratto con la Mom + Pop Music. Nel febbraio 2013 il disco è uscito sul mercato statunitense.
L'album ed il singolo hanno fatto sì che Flume avesse 4 nomination e 4 vittorie agli ARIA Music Awards 2013: le sue vittorie includono "Best Male Artist", "Breakthrough Artist – Release", "Best Dance Release" e "Producer of the Year".
Flume ha remixato svariati artisti tra cui: Lorde, Chet Faker, Sam Smith e Disclosure (celebre è il remix di You and Me).
Nel 2020 Flume da deciso di dare il suo tocco ad un grande classico della musica elettronica dei primi anni 2000, "Blue" degli Eiffel 65. Il suo remix riprende molto della traccia originale ma aggiunge molti degli elementi distintivi dello stile di Flume che potremo definire come una personale visione della future bass.

## Progetti paralleli
In collaborazione con Emoh Instead, Flume ha creato il duo What So Not. Nel novembre del 2013 i due hanno pubblicato sul loro profilo SoundCloud la loro prima traccia chiamata Jaguar. Il 20 febbraio 2014 Flume ha annunciato attraverso la pagina Facebook del duo che avrebbe lasciato il gruppo.
L'ultimo disco a cui flume ha partecipato è stato il Gemini EP e dopo ciò il progetto viene portato avanti da Emoh Instead.

## Discografia

### Album in studio
- 2012 – Flume
- 2016 – Skin
- 2017 – Skin: The Remixes
- 2022 - Palaces

### Mixtape
- 2019 – Hi This Is Flume
- 2023 – Things Don't Always Go the Way You Plan
- 2023 – Arrived Anxious, Left Bored

## Nomine e Premi

### AIR Awards
| Anno | Categoria                         | Artista/Lavoro Nominato | Risultato       |
| ---- | --------------------------------- | ----------------------- | --------------- |
| 2013 | Miglior Artista Indipendente      | Flume                   | Vincitore/trice |
| 2013 | Miglior Album Indipendente        | Flume                   | Vincitore/trice |
| 2013 | Miglior Dance/Electronica Album   | Flume                   | Vincitore/trice |
| 2013 | Miglior Singolo/EP Indipendente   | "Holdin On"             | Candidato/a     |
| 2013 | Miglior Singolo Dance/Electronica | "Holdin On"             | Vincitore/trice |

### APRA Music Awards
| Anno | Categoria              | Artista/Lavoro Nominato | Risultato       |
| ---- | ---------------------- | ----------------------- | --------------- |
| 2014 | Lavoro Dance Dell'Anno | "Holdin On"             | Vincitore/trice |

### ARIA Music Awards
| Anno | Categoria                     | Artista/Lavoro Nominato   | Risultato       |
| ---- | ----------------------------- | ------------------------- | --------------- |
| 2013 | Album of the Year             | Flume                     | Candidato/a     |
| 2013 | Breakthrough Artist – Release | Flume                     | Vincitore/trice |
| 2013 | Best Male Artist              | Flume                     | Vincitore/trice |
| 2013 | Best Dance Release            | Flume                     | Vincitore/trice |
| 2013 | Song of the Year              | "Holdin On"               | Candidato/a     |
| 2013 | Best Australian Live Act      | Flume                     | Candidato/a     |
| 2013 | Best Video                    | Joe Nappa per "Holdin On" | Candidato/a     |
| 2013 | Producer Of The Year          | Harley Streten            | Vincitore/trice |